# Ceratitis
Ceratitis és un gènere de dípters braquícers de la família Tephritidae amb aproximadament 80 espècies. Una de les espècies més conegudes és Ceratitis capitata, la mosca mediterrània de la fruita.

## Taxonomia
El gènere conté cinc subgèneres:
- Subgènere Acropteromma Bezzi, 1926
- Subgènere Ceratalaspis Hancock, 1984
- Subgènere Ceratitis Macleay, 1829
- Subgènere Hoplolophomyia Bezzi, 1926
- Subgènere Pterandrus Bezzi, 1918